# Augusto Bolognesi
Augusto Bolognesi Medrano (Lima, 1864 - ibídem, 27 de enero de 1881), fue un militar peruano, que luchó en la Guerra del Pacífico. Como teniente de infantería tomó parte en la Defensa de Lima, luchando en la Batalla de San Juan, donde resultó gravemente herido, falleciendo catorce días después. Contaba apenas con diecisiete años de edad.

## Biografía
Hijo del héroe de Arica, coronel Francisco Bolognesi, que lo tuvo fruto de su segundo compromiso con la arequipeña Manuela Medrano Silva. Su hermano mayor, Enrique Bolognesi, fue también un héroe de la Guerra del Pacífico. Otro hermano mayor suyo, Federico Pablo, luchó también en dicha guerra, de la que sobrevivió y fue quien se encargó de mantener el linaje del héroe de Arica.
Estudió en la Escuela Superior de Comercio y Colegio Juan Bautista Garnier, para luego ingresar el 18 de septiembre de 1877 al recientemente reformado Colegio Militar, donde todavía cursaba, cuando estalló la Guerra del Pacífico, por lo que debió apurar sus estudios para graduarse de alférez. Se sumó a los preparativos de defensa de la capital peruana, amenazada por el avance chileno. Prestó sus servicios en el Callao.
Tenía ya el grado de teniente de infantería, cuando, junto con su hermano Enrique, luchó en la Batalla de San Juan, librada el 13 de enero de 1881. Allí recibió siete heridas: tres causadas por proyectiles de ametralladoras, que le impactaron en el pecho y en un brazo; una por un fragmento de bomba que le destrozó una tibia, y dos por tiros de rifles. Fue sacado agonizante del campo de batalla y conducido con cuidado a su casa en Lima. El día 15, se reunió con su hermano Enrique, herido mortalmente en la batalla de Miraflores.
Cuando se produjeron saqueos en Lima y una de las casas aledañas a la de los Bolognesi ardió en llamas, ambos hermanos fueron trasladados a la casa de su tío, el músico y coronel de artillería Mariano Bolognesi, en la noche del día 16. Tras recibir la extremaunción, Enrique falleció el día 23 y Augusto le siguió el 27 de enero de 1881.
Una relación de la época dice sobre Augusto que «tenía más entusiasmo por el combate, si cabe, que su padre y su hermano». Murió heroicamente como todos ellos, a la temprana edad de 17 años.
Sobre la vida de Enrique y Augusto tenemos bastante información gracias a Ismael Portal, amigo de adolescencia de ambos, que escribió una memoria titulada: Bolognesi y sus hijos. Familia de héroes.